# Ufenau

Imagen de Ufenau (entre 1860 y 1880)

La Isla de Ufenau (en alemán: Insel Ufenau) es una isla situada, junto con la vecina isla de Lützelau, en el lago de Zúrich, Suiza, entre Freienbach (a 0,9 km) y Rapperswil (a 2,5 km).

## Geografía
Ufenau se encuentra en el distrito de Höfe en el cantón de Schwyz. La isla tiene una superficie de 112.645 m² (11,26 hectáreas o 0,11 km²) en total, mide 470 m de este a oeste y 220 m de norte a sur. El nombre escrito correctamente es «Ufnau», pero «Ufenau» es de uso general. El área conocida como Frauenwinkel fue declarada zona de conservación en 1927. La natación, camping y otras actividades de ocio están prohibidas, ya que es una zona protegida. La isla tiene un restaurante llamado «Zu den zwei Raben», construido en 1870. Hay enlaces por transbordador desde Zúrich y Rapperswil a cargo de la Zürichsee-Schifffahrtsgesellschaft.